# 中華民國—芬蘭關係
中華民國與芬蘭共和國於1926—1932年有官方外交關係，斷交後直至1990年代，於對方首都互設具大使館功能的代表機構。

## 政治

### 外交

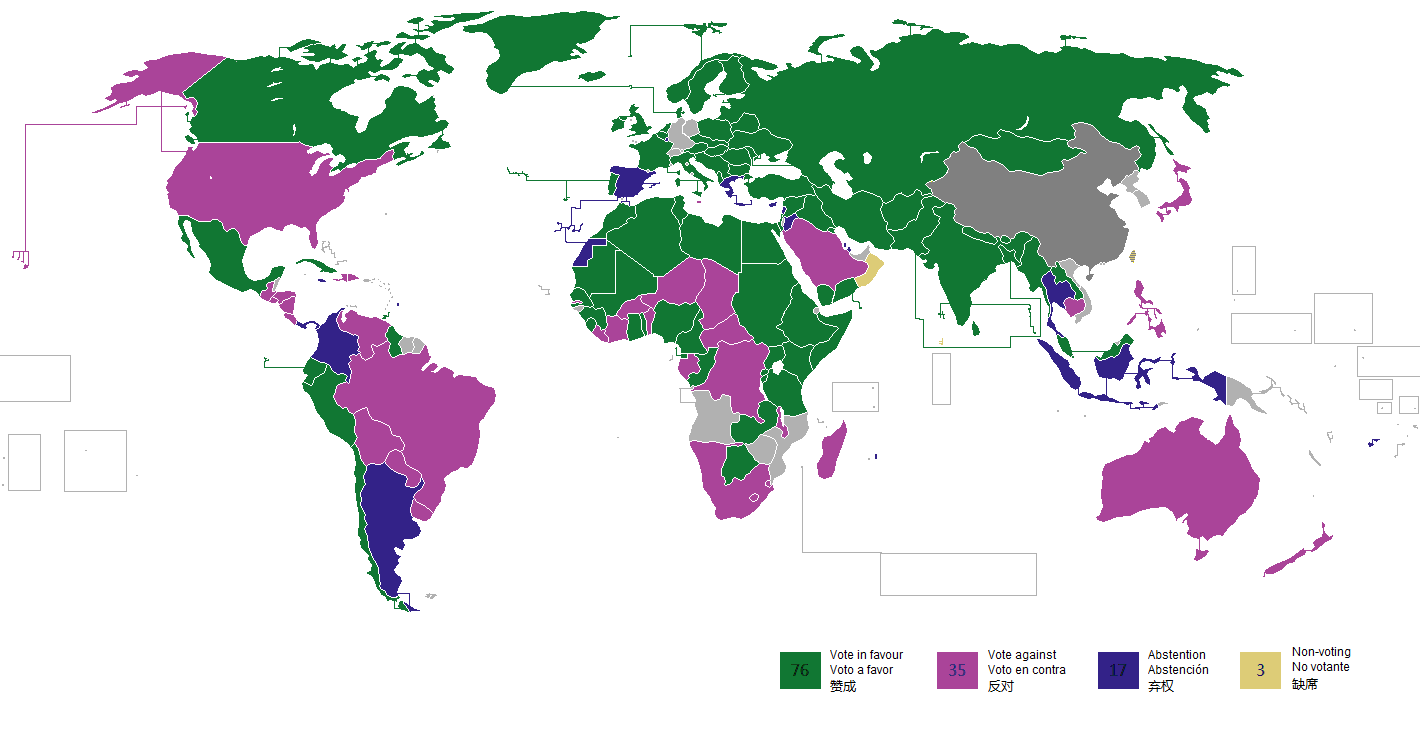
綠色國家表示在1971年的投票中反對中華民國續留聯合國，即《聯合國大會2758號決議》，其中包括芬蘭。

1923年，中華民國派駐芬蘭代辦（初期由駐瑞典公使館一等秘書兼任代辦使事）。
1925年，開始派駐芬蘭公使。
1926年10月29日，芬蘭與中華民國建立公使級外交關係。於首都赫爾辛基設立中華民國駐芬蘭共和國公使館；芬蘭則在上海派駐公使，但僅派駐一任公使，其餘皆為臨時代辦，並於南京、上海、廣州、漢口、天津、煙臺、青島設立領事館。
1932年4月28日，中華民國駐芬蘭公使館「暫行停辦」，館務由駐瑞典公使館辦理。
1933年7月20日，因芬蘭長期未任命新任駐華代辦，芬蘭外交部照會中華民國外交部，聲明在華利益委託丹麥駐華公使館代理。
1937年5月1日，芬蘭駐日本公使兼任駐中華民國公使呈遞到任国书（僅此一任駐中華民國公使）。
1941年7月18日，芬蘭承認滿洲國，滿洲國並派駐芬蘭公使（駐納粹德國公使兼任）。8月21日，中華民國抗議芬蘭承認滿洲國。且隨著1940年芬蘭倒向納粹德國，兩國外交關係不久後終止。
2019年5月，芬蘭國會法制委員會主席塔維奧呼籲世界衛生組織幹事長谭德塞邀請台灣參與世界衛生大會。
2021年4月2日，臺灣太魯閣號列車發生事故，造成重大傷亡，芬兰总统府在Twitter發文表示，總統尼尼斯托慰問死傷者家屬與臺灣所有被這起事故影響的人。

#### 人員互訪（2005年至今）
僅列舉部分名單：
中華民國：總統夫人周美青、前副總統連戰、考試院長關中、立法院秘書長林錫山、司法院秘書長范光群、經濟部長何美玥、經濟部政務次長卓士昭、經濟部常務次長梁國新、沈榮津、交通部長蔡堆、交通部常務次長范植谷、科技部政務次長蔡明祺、教育部常務次長林騰蛟、行政院勞工委員會主任委員盧天麟、行政院原子能委員會主任委員歐陽敏盛、行政院研究發展考核委員會主任委員江宜樺、關務署長廖超祥、經濟部工業局長陳昭義、經濟部國際貿易局長林義夫、臺北市長郝龍斌、柯文哲、高雄縣長楊秋興、資訊工業策進會董事長李世光。
芬蘭：貿易暨工業部次長維爾塔寧、經濟暨就業部次長佩爾托寧（Petri Peltonen）、貿易暨工業部貿易司長愛利克森（Bo Göran Eriksson）、貿易暨工業部創新司長佩爾托寧（Petri Peltonen）、國會第二副議長柯斯基能、國會秘書長狄迪能、外貿協會總裁Pertti Huitu、索米（Markus Suomi）。 

### 代表機構
1990年6月1日，中華民國於芬蘭首都赫尔辛基設立具大使館功能的駐芬蘭臺北貿易文化辦事處（Taipei Trade and Cultural Office）。1992年12月1日，更名為駐芬蘭臺北經濟文化辦事處（Taipei Economic and Cultural Office）。2004年12月1日，再更名為駐芬蘭臺北代表處（Taipei Representative Office in Finland）。
1991年2月1日，芬蘭八大企業集團聯合於中華民國首都台北設立类似功能的芬蘭工業暨運輸辦事處（Office of Finnish Industry and Transport）。1993年1月，更名為芬蘭外貿協會（The Finnish Foreign Trade Association）。1995年7月1日，再更名為芬蘭商務辦事處（Finland Trade Center）。2014年10月，復更名為芬蘭駐臺灣貿易及創新辦事處（Finpro Taiwan, Finland's Trade and Innovation Office）。2019年1月1日，名称改回芬蘭商務辦事處（Finland Trade Center）。

## 經濟

### 貿易
經濟部國際貿易署在首都赫尔辛基設立駐芬蘭代表處經濟組。
出口至芬蘭的主要產品為資通訊與電子產品，多與歐美日等國際品牌競爭市占率。自東歐與波羅的海三國陸續加入歐盟後，臺灣產品在芬蘭市場除與中國大陸、東南亞國家競爭外，也面臨來自歐洲本土的競爭。
| 年分 | 貿易總額    | 貿易總額 | 貿易總額 | 出口至芬蘭  | 出口至芬蘭 | 出口至芬蘭 | 自芬蘭進口  | 自芬蘭進口 | 自芬蘭進口 | 順逆差  |
| 年分 | 金額        | 年增減   | 排名     | 金額        | 年增減     | 排名       | 金額        | 年增減     | 排名       | 順逆差  |
| ---- | ----------- | -------- | -------- | ----------- | ---------- | ---------- | ----------- | ---------- | ---------- | ------- |
| 2017 | 534,247,704 | ▲1.8%    | 53       | 257,219,253 | ▼2.8%      | 49         | 277,028,451 | ▲6.4%      | 49         | 逆差 -- |
| 2018 | 657,607,905 | ▲23.1%   | 49       | 258,459,924 | ▲0.5%      | 50         | 399,147,981 | ▲44.1%     | 42         | 逆差▲   |
| 2019 | 625,782,392 | ▼4.8%    | 49       | 261,699,995 | ▲1.3%      | 47         | 364,082,397 | ▼8.8%      | 42         | 逆差▼   |
| 2020 | 620,852,612 | ▼0.8%    | 48       | 221,545,220 | ▼15.3%     | 47         | 399,307,392 | ▲9.7%      | 43         | 逆差▲   |
| 2021 | 806,829,817 | ▲30.0%   | 51       | 275,188,888 | ▲24.2%     | 50         | 531,640,929 | ▲33.1%     | 43         | 逆差▲   |
| 2022 | 761,484,806 | ▼5.6%    | 53       | 351,374,902 | ▲27.7%     | 48         | 410,109,904 | ▼22.9%     | 51         | 逆差▼   |
| 2023 | 664,717,493 | ▼12.7%   | 49       | 304,386,207 | ▼13.4%     | 44         | 360,331,286 | ▼12.1%     | 48         | 逆差▼   |
| 2024 | 512,921,420 | ▼22.8%   | 53       | 183,626,643 | ▼39.7%     | 50         | 329,294,777 | ▼8.6%      | 50         | 逆差▲   |

2023年的兩國貿易項目如下：
出口至芬蘭的前10大項目為：集成电路；鋼鐵製螺釘、螺栓、螺帽、螺旋鈎、車用螺釘、鉚釘、橫梢、開口梢、墊圈與類似製品；自動資料處理機、磁性或光學閱讀機；特定用途機器之零件與附件；電話機（包括智能手机），以及其他傳輸或接收聲音、圖像之有線或无线网络通訊器具；機動車輛所用之零件與附件；变压器、靜電式變流器與電感器；醋酸乙烯或其他乙烯酯、乙烯基聚合物；特定用途所屬器具之零件；传动轴、曲柄、軸承、齿轮、滾珠、飛輪或滑轮、離合器或联轴器等。
自芬蘭進口的前10大項目為：蓄電池；碟片、磁带、固態非揮發性儲存裝置、智慧卡與其他錄音或錄製之媒體；蘇打或硫酸鹽化學木浆；变压器、靜電式變流器與電感器；捲筒或平版之未塗佈纸與紙板；镍粉；任何尺寸之捲筒或方形平版之纸與纸板、纤维素胎與纖維素紙，經表面處理者；小客車與其他主要設計供載客之機動車輛；醫藥製劑；電路開關、保護電路或連接電路用之電氣用具、光纖、光纖束、光纤电缆或光纖傳輸纜用之連接器等。

### 投資
根據駐瑞典代表處經濟組統計，截至2020年，臺商前往芬蘭總投資金額約572萬9,000美元，計有35件。但根據中華民國經濟部投資審議司核准對外投資統計，截至2022年，尚無核准臺商對芬蘭投資案件。主要投資有：電子、电机、資源回收等。由於芬蘭市場規模小，除日韓等大廠外，少有其他亞洲國家在芬蘭投資設廠，多半仰賴芬蘭進口商或當地大型通路商進行銷售或售後服務，臺商如開設北歐分公司，通常多設在瑞典，在芬蘭多僅設服務據點。在芬蘭的大型投資案，亦多以在歐洲總公司進行併購。例如：光寶科技於2007年以2億2,700萬欧元併購手機零組件大廠Perlos，目前已關廠。聯發科技於2014年設立研發中心，並與奥卢大学進行建教合作，發展下一代手機晶片，同時進行5G、6G之相關研發。鴻海科技集團於2003年投資6,226萬歐元取得芬蘭手機機殼製造商藝謀（Eimo Oyj）93.4%股權，目前也已關廠。鴻海於2016年自微软買下NOKIA手機部門，鴻海子公司富智康集團出資3億3,000萬美元，負責設計、研發、製造、銷售、售後服務，芬蘭初创企业赫名迪出資2,000萬美元，取得NOKIA手機與平板電腦的品牌授權，負責定位、行銷等，兩者合作互補。東元電機於2017年與芬蘭機電製造商Visedo簽署產銷暨技術合作協議，合作生產船用與車用高效率馬達、驅動系統等。宏碁、華碩、合勤科技、友訊科技、趨勢科技等則透過歐洲總公司在芬蘭設立銷售或服務據點，負責人均為芬蘭籍人士。
根據中華民國經濟部投資審議司資料，芬蘭赴臺灣投資未有明確統計數字。主要投資有：資訊、造船、造紙、機械、鋼鐵、批發與零售等。在臺灣的大型投資案，多以透過第三地轉投資。例如：NOKIA於1990年代進入臺灣，在出售手機部門後，主要業務為電信設備，並取得中華電信5G合約。船舶動力相關機具製造商瓦錫蘭於1991年在臺灣設立分公司，客戶包括長榮海運、陽明海運、立榮海運等。大型電梯製造商通力設立分公司。自动化機械廠商Pesmel於2009年設立分公司，客戶包括芬兰航空、Scania汽車、臺灣中國鋼鐵。不鏽鋼大廠奧托昆普設立辦事處，由榮勝公司代理。家居時尚品牌Marimekko、伊塔拉設立銷售據點，深耕臺灣市場。

### 會展
兩國定期輪流在臺北、赫尔辛基舉辦「臺芬經貿對話會議」，至2022年已舉辦第7屆。另自2011年起，舉辦「臺芬經濟合作會議」，至2022年已舉辦第9屆。
2015年4月，經濟部國際貿易局委託中華民國對外貿易發展協會（外貿協會）辦理的「2015年新北歐利基產業拓銷團」與36家廠商前往俄羅斯聖彼得堡、芬蘭、愛沙尼亞、瑞典及波蘭等國爭取商機，該團也是台灣近期赴北歐地區規模最大的拓銷團。

### 組織
截至2023年，在芬蘭無臺商或臺僑組織，亦無臺灣的金融機構。

## 交流

### 僑民
旅居芬蘭具有中華民國國籍者，多為受薪階級、家庭主婦或學生，近來有經營餐飲業者，但仍無獨立公司經營者。
2002年6月，當地台僑成立「芬蘭臺灣協會」。

### 教育
1998年，國立台灣大學校長陳維昭訪問芬蘭。4月4日，芬蘭科學院與行政院國家科學委員會簽署科學合作協定，芬蘭科學院歷任院長亦應邀訪台。
2003年9月起，中華民國教育部提供「台灣獎學金」及「華語文獎學金」予芬蘭學生赴台留學。
2004年9月26日，赫爾辛基大學總校長（Chancellor）萊維歐（Kari Olavi Raivio）博士夫婦應外交部及國立台灣大學邀請抵台訪問8天。期間拜會中央研究院、外交部、教育部、行政院衛生署及國立台灣大學等部會機構。 
2010年起，中華民國外交部提供「台灣獎助金」予芬蘭學者赴台從事漢學或台灣研究。2011年1月起辦理「教育部獎補助外國人士來華短期研究或研習華語文要點」予芬蘭學生赴台留學。
截至2017年，共有台灣28所大學與芬蘭26所大學進行各項研究合作、交換教授及學生或締結姊妹校等計畫。台灣前往芬蘭留學的碩博士生與交換學生近百人。

### 藝文
2012年9月13日，台北市長郝龍斌率領文化局等市府部門，前往2012世界設計之都－赫爾辛基，參與「赫爾辛基設計周（Helsinki Design Week）」，並舉辦「台北之夜」，以「24h＋TAIPEI」為主題，運用超過40件的台北設計作品，串出台北的24小時生活故事，透過設計與觀展民眾互動溝通。

## 協定
| 日期          | 簽署 | 備註     |
| ------------- | --- | -------- |
| 1998年4月4日  | 《中華民國國科會與芬蘭科學院間科學合作協定》 | [ 41 ]   |
| 2007年3月     | 《國家科學委員會與東芬蘭大學遠距教學與科研合作計畫》 | [ 15 ]   |
| 2008年11月    | 《中國文化大學與東芬蘭大學締結姐妹校協議》 | [ 22 ]   |
| 2010年11月    | 《國立交通大學與漢肯經濟學院締結姊妹校協議》 《天主教輔仁大學與漢肯經濟學院締結姊妹校協議》 《國立聯合大學與奧盧大學締結姊妹校協議》 《國立臺灣師範大學與奧盧大學締結姊妹校協議》 | [ 14 ]   |
| 2012年10月    | 《中華民國對外貿易發展協會與芬蘭貿易協會合作備忘錄》 |          |
| 2013年10月    | 《工業技術研究院與芬蘭科技研究院產業合作備忘錄》 |          |
| 2014年9月     | 《金屬工業研究發展中心與芬蘭科技研究院產業合作備忘錄》 |          |
| 2015年1月27日 | 《臺芬關於涉及洗錢、相關前置犯罪及資助恐怖主義金融情資交換合作瞭解備忘錄》 | [ 註 7 ] |
| 2017年1月19日 | 《臺灣海關與芬蘭海關打擊關務詐欺合作協議》 | [ 47 ]   |
| 2020年9月28日 | 《臺芬促進雙邊投資瞭解備忘錄》 | [ 註 8 ] |

## 簽證

持中華民國護照的中華民國國民簽證要求分布圖：入境芬蘭可以「申根區免簽證」。

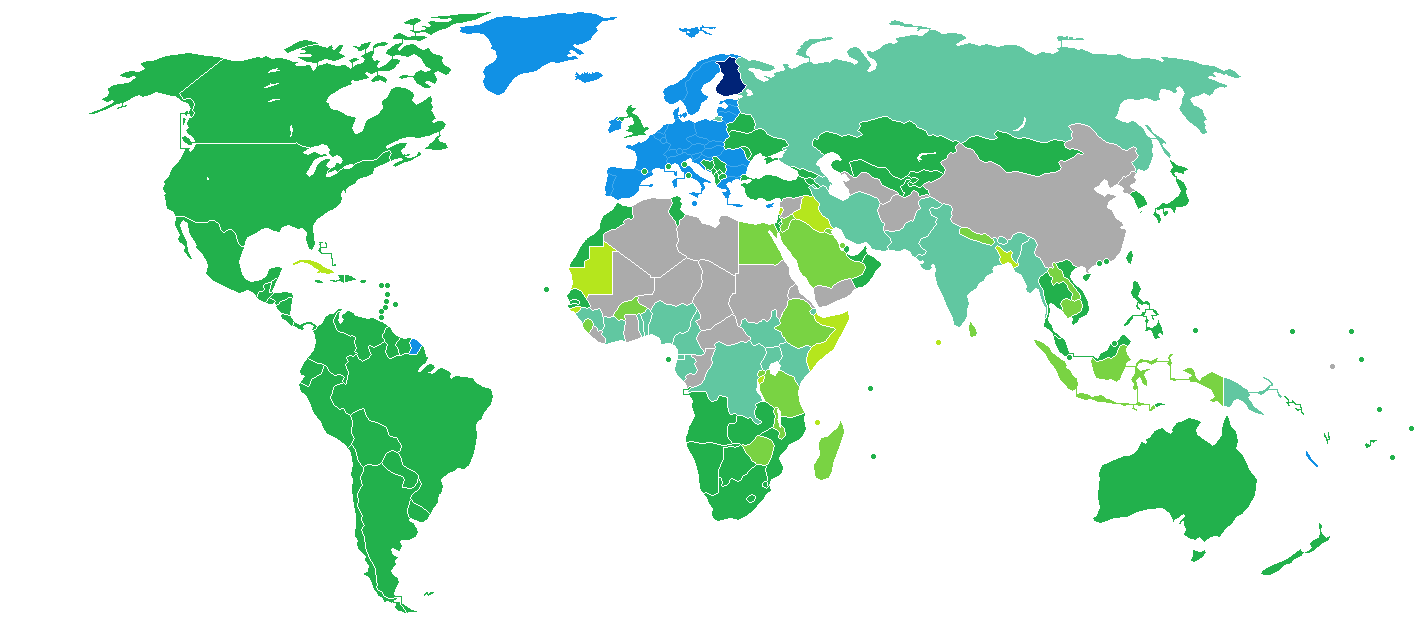
持歐盟的芬兰护照之芬蘭國民簽證要求分布圖：入境中華民國可以免簽證。

歐洲申根區給予持有載明身分證字號的中華民國護照之中華民國國民可以申根區免簽證入境，停留日數與申根區合併計算，每6個月期間內總計可停留90天。經芬蘭轉機至申根區亦可免簽證。
芬蘭國民持有歐盟護照者也可以免簽證的方式入境中華民國，停留最多90天。

## 交通

### 航空

#### 客運
兩國無直航班機，可經由（不計航點遠近，截至2023年7月9日）：
- 台北松山→上海-浦東、東京-羽田，再轉機前往芬蘭的國際機場（英语：List of airports in Finland）。
- 台北桃園→上海-浦東、鄭州、香港、東京-成田、東京-羽田、大阪、首爾-仁川、新加坡、曼谷、普吉、德里[註 9]、杜拜（*季節性飛芬蘭）、伊斯坦堡、倫敦、巴黎、羅馬、米蘭、慕尼黑、法蘭克福、阿姆斯特丹、維也納、布拉格（2023年7月18日開航台北桃園）、紐約、洛杉磯、芝加哥*、西雅圖*→芬蘭。
- 臺中→香港、東京-成田、首爾-仁川→芬蘭。
- 台南→香港、大阪→芬蘭。
- 高雄→上海-浦東、香港、東京-成田、大阪、首爾-仁川、新加坡、曼谷→芬蘭。
- 花蓮→首爾-仁川（包機飛花蓮）→芬蘭。

### 駕車
2002年12月18日，芬蘭政府發佈公報承認中華民國汽車駕駛執照並實施免試互換駕照；2003年1月1日，中華民國政府對芬蘭相應實施。
持有中華民國汽車駕駛執照於入境芬蘭6個月後的2年內可免試更換芬蘭駕駛執照；短期亦可持中華民國國際駕駛執照配合國內駕駛執照在芬蘭駕車。

## 外部連結
| - 中華民國外交部－芬蘭共和國簡介 （页面存档备份，存于） - 駐芬蘭台北代表處（Facebook） - 外交部領事事務局－國外旅遊警示分級表 - 中華民國衛生福利部－國際旅遊疫情建議等級 - 中華民國國際經濟合作協會 （页面存档备份，存于） | - 芬蘭共和國外交部－台灣簡介 - 芬蘭商務辦事處的Facebook專頁 |